# Смирненски (Русенская область)
Смирненски (болг. Смирненски) — село в Болгарии. Находится в Русенской области, входит в общину Ветово. Население составляет 2 877 человек.
Названо в честь Христо Смирненского (1898—1923), болгарского поэта.

## Политическая ситуация
В местном кметстве Смирненски, в состав которого входит Смирненски, должность кмета (старосты) исполняет Севгюл Ибриям Емин (Движение за права и свободы (ДПС)) по результатам выборов правления кметства.
Кмет (мэр) общины Ветово — Рейхан Ахмед Хабил (Движение за права и свободы (ДПС)) по результатам выборов в правление общины.